# Eurybistus
Eurybistus is een geslacht van wandelende takken uit de familie Aschiphasmatidae. De wetenschappelijke naam van dit geslacht is voor het eerst voorgesteld door Philip Edward Bragg in een publicatie uit 2001. De soorten van dit geslacht komen voor op Sumatra en Borneo.

## Soorten
Het geslacht Eurybistus omvat de volgende soorten:
- Eurybistus belalongensis Bragg, 2001
- Eurybistus fallax Bragg, 2001
- Eurybistus fenestratus Bragg, 2001
- Eurybistus jambiensis Seow-Choen, 2020
- Eurybistus macrocerci Bragg, 2001
- Eurybistus maoshengi Seow-Choen, 2017
- Eurybistus mjobergi Bragg, 2001
- Eurybistus parapilosipes Bragg, 2001
- Eurybistus pilosipes (Haan, 1842)
- Eurybistus santubongensis Bragg, 2001
- Eurybistus thetis Bragg, 2001